# Teminius agalenoides
Teminius agalenoides är en spindelart som först beskrevs av Badcock 1932.  Teminius agalenoides ingår i släktet Teminius och familjen sporrspindlar. Inga underarter finns listade i Catalogue of Life.